# Tenshin Shōden Katori Shintō-ryū
Il Tenshin Shōden Katori Shintō-ryū (天真正伝香取神道流) è una delle più antiche scuole di Koryū (古流) Bujutsu (武術) tuttora esistente.

## Storia
Fu fondato nel 1447 da Izasa Iienao presso il tempio di Katori dedicato a Futsu-nushi no Mikoto, divinità guardiana della sicurezza dello Stato, dello sviluppo del lavoro e del valore marziale. Per volere del fondatore, la scuola è sempre rimasta indipendente e non si è mai legata ad alcuna famiglia nobiliare.
Per decenni lo shihan è stato Risuke Ōtake, nel 2017 ha ceduto il titolo al figlio secondogenito Shigetoshi Kyōsō (ha un cognome diverso dal padre in quanto è stato adottato dai suoceri per preservarne il cognome). Il primogenito Nobutoshi è stato estromesso dalla scuola ufficiale, ma continua la pratica per conto suo.

## Struttura
L'istruzione impartita è basata sullo studio della Katana (Kenjutsu), che è considerata l'arma principale, e con essa vengono studiate varie altre armi. Il metodo d'insegnamento si basa sull'apprendimento dei Kata, una serie di movimenti codificati di attacco e difesa tra il maestro e l'allievo; di norma il maestro utilizza una Katana di legno (bokken) e l'allievo, di volta in volta, le varie armi previste dalla scuola: bokken, Bō, naginata e yari.
Fanno parte degli insegnamenti della scuola anche l'uso degli Shuriken, lo Iaijutsu (Arte dello sfoderare la spada), il combattimento a due spade (Ryoto) nonché tecniche di strategia militare e aspetti della cultura tradizionale giapponese.